# 이샴 부다위
이샴 부다위(아랍어: هشام بوداوي, 프랑스어: Hicham Boudaoui, 1999년 9월 23일 ~ )는 알제리의 축구 선수이다. 그의 포지션은 미드필더로, 현재 프랑스 리그 1의 니스에서 활약하고 있다.

## 클럽 경력
2018년 1월 6일, 부다위는 USM 알제와의 리그 경기에서 후반전에 교체 투입되어 파라두 AC 소속으로 프로 데뷔전을 치렀다.
2019년 9월, 그는 리그 1의 니스와 계약을 맺고 이적했다.

## 국가대표팀 경력
2018년 12월 27일, 부다위는 카타르와의 친선 경기에서 선발 출장하여 알제리 축구 국가대표팀 데뷔전을 치렀다. 그는 이집트에서 열린 2019년 아프리카 네이션스컵에 참가한 알제리 국가대표팀 명단에 이름을 올렸다.
2023년 12월, 그는 2023년 아프리카 네이션스컵에 참가한 알제리 국가대표팀 명단에 이름을 올렸다.

## 수상 내역
니스
- 쿠프 드 프랑스 준우승: 2021–22[8]

알제리
- 아프리카 네이션스컵: 2019[9]

개인
- 니스 올해의 영플레이어: 2019–20[10]